# اوتسانو مونفراتو
اوتسانو مونفراتو (به ایتالیایی: Ozzano Monferrato) یک کومونه در ایتالیا است که در استان آلساندریا واقع شده‌است.

## خصوصیات
اوتسانو مونفراتو ۱۵٫۲ کیلومترمربع مساحت و ۱٬۵۰۱ نفر جمعیت دارد و ۲۴۶ متر بالاتر از سطح دریا واقع شده‌است.